# Polyclinum novaezelandiae
Polyclinum novaezelandiae is een zakpijpensoort uit de familie van de Polyclinidae. De wetenschappelijke naam van de soort is voor het eerst geldig gepubliceerd in 1958 door Brewin.